# Oleh Dopilka
Oleh Vasylyovych Dopilka - em ucraniano, Олег Васильович Допілка (Kiev, 12 de março de 1986) - é um futebolista ucraniano. Defende atualmente o Kryvbas Kryvyi Rih.
Nos tempos de URSS, seu nome era russificado para Oleg Vasilyevich Dopilka (Олег Васильевич Допилка, em russo).